# Opheodrys vernalis
Il Colubro verde liscio (Opheodrys vernalis (Harlan, 1827)) è un serpente non velenoso della famiglia Colubridae, diffuso in America settentrionale.

## Descrizione
Il serpente è di color verde brillante e si trova principalmente nei prati umidi, praterie e radure delle foreste di conifere. Esso è quasi interamente insettivoro, nutrendosi di grilli, cavallette e bruchi.
Questi serpenti raggiungono una lunghezza da 40 a 70 cm, sono relativamente piccoli. La femmina depone uova cilindriche molto piccole, generalmente tra 3 e 13, che possono schiudersi in appena 4 giorni.